# 目黒区
目黒区（めぐろく）は、東京都の区部南西部に位置する特別区。

## 概要
東京23区の南西部、武蔵野台地の南東部に位置する。目黒川と呑川が形成する谷とその支谷が台地を刻んでおり、標高5m未満から35m以上まで起伏に富んだ坂が多いことが特徴である。目黒川沿いは桜の名所としても知られ、春になると多くの観光客が訪れる。
山手線の目黒駅は目黒区ではなく品川区に所在しているため、区の中心駅は東急東横線・東京メトロ日比谷線の中目黒駅である。中目黒駅周辺は「ナカメ」とも呼ばれ、高層ビルや飲食店などが集積しており、セレクトショップやブランドの旗艦店などの高感度なアパレル店も増加している。中目黒の他にもスイーツの聖地として知られる自由が丘や、東京大学駒場キャンパスがある駒場などが区内に所在する。青葉台・ 碑文谷・八雲・柿の木坂などは高級住宅街である。
面積は1,470haであり、これは東京23区中で16番目となる。

### 隣接する自治体・行政区
次の特別区に囲まれている。
渋谷区・世田谷区・品川区・大田区
港区は三田（港区の三田とは別）一丁目の近傍にあるが、わずかに接していない。

### 河川・水路・池
区内には、以下の二級河川がある。
- 目黒川
- 蛇崩川
- 立会川
- 呑川
  - 柿の木坂支流
  - 駒沢支流
- 九品仏川

これらの川は、呑川の一部と目黒川のみが地表を流れており、他は支流の羅漢寺川なども含めて区内では暗渠にされている。
主な池は以下の通りである。
- 碑文谷池 - 碑文谷公園内
- 清水池 - 清水池公園内

## 歴史
原始、古墳時代
東山貝塚遺跡：23区内の3大貝塚の一つ。旧石器時代から古墳時代の遺跡が重層的に発見されており、氷期、縄文海進期、古代海退期と超長期的に利用された場所である。縄文時代の遺跡は区内に数多い。
古代
武蔵国荏原郡に属す。
9世紀ごろ大鳥神社、目黒不動、法眼寺が建てられる。
横山党目黒氏の荘園「菅刈荘」であったと伝えられる（目黒高校近辺が居館であったという伝承がある）。
中世
区内に鎌倉道幹線が整備された。
後北条氏勢力下となってからは、吉良氏の所領となった。
近世
江戸時代には孟宗竹の産地であり、現在の目黒区南部、品川区境で採れる筍は名産品であった。
近・現代
- 1874年 八雲小学校設置。
- 1896年 ビール工場開場。
- 1907年 目黒競馬場開設。
- 1927年 東急東横線開通。
- 1933年 目黒競馬場廃止。
- 1994年 防衛庁移転計画に基づき統合幕僚学校・三自衛隊の幹部学校が移駐、目黒駐屯地として開設。

区の沿革
- 1867年 武蔵知県事管轄地となる。
- 1869年 品川県の一部となる。
- 1871年 東京府の一部となる。
- 1889年5月1日 荏原郡三田村、上目黒村、中目黒村、下目黒村が目黒村に、碑文谷村、衾村が碑衾村になる。
- 1922年12月1日 荏原郡目黒村が荏原郡目黒町になる。
- 1927年4月1日 荏原郡碑衾村が荏原郡碑衾町になる。
- 1932年10月1日 目黒町と碑衾町が東京市に編入、2町の区域をもって東京市目黒区となる。
- 1936年 区役所を中央町二丁目に移転。
- 1980年9月20日 区歌「めぐろ・みんなの歌」を制定。
- 1981年8月1日 防災行政無線運用開始。
- 2003年
  - 1月6日 区役所を上目黒二丁目に移転。
  - 7月1日 - 目黒区ポイ捨てなどのないまちをみんなでつくる条例施行。

## 人口
| |                                        |  |
| 目黒区と全国の年齢別人口分布（2005年） | 目黒区の年齢・男女別人口分布（2005年） |  |
| ■紫色 ― 目黒区 ■緑色 ― 日本全国 | ■青色 ― 男性 ■赤色 ― 女性              |  |
| 目黒区（に相当する地域）の人口の推移 \| 1970年（昭和45年） \| 295,612人 \| \| \| 1975年（昭和50年） \| 285,003人 \| \| \| 1980年（昭和55年） \| 273,791人 \| \| \| 1985年（昭和60年） \| 269,166人 \| \| \| 1990年（平成2年） \| 251,222人 \| \| \| 1995年（平成7年） \| 243,100人 \| \| \| 2000年（平成12年） \| 250,140人 \| \| \| 2005年（平成17年） \| 264,064人 \| \| \| 2010年（平成22年） \| 268,330人 \| \| \| 2015年（平成27年） \| 277,622人 \| \| \| 2020年（令和2年） \| 288,088人 \| \| |                                        |  |
| 総務省統計局 国勢調査より |                                        |  |
| 1970年（昭和45年） | 295,612人                              |  |
| 1975年（昭和50年） | 285,003人                              |  |
| 1980年（昭和55年） | 273,791人                              |  |
| 1985年（昭和60年） | 269,166人                              |  |
| 1990年（平成2年） | 251,222人                              |  |
| 1995年（平成7年） | 243,100人                              |  |
| 2000年（平成12年） | 250,140人                              |  |
| 2005年（平成17年） | 264,064人                              |  |
| 2010年（平成22年） | 268,330人                              |  |
| 2015年（平成27年） | 277,622人                              |  |
| 2020年（令和2年） | 288,088人                              |  |

### 昼夜間人口
2005年の夜間人口（居住者）は248,749人であるが、区外からの通勤者と通学生および居住者のうちの区内に昼間残留する人口の合計である昼間人口は271,320人で昼は夜の1.091倍の人口になる。

## 地域

### 祭事、イベント
- 目黒のSUNまつり（目黒区民まつり）：落語「目黒のさんま」に因んだ行事である。なお、この祭りについては類似の祭りが品川区の目黒駅付近などでも行われる。落語の詳細は目黒のさんま#「目黒のさんま」にちなんだ祭り参照。
- 自由が丘女神まつり
- 祐天寺み魂まつり
- 中目黒夏祭り
- 大鳥神社、氷川神社の剣の舞
- 目黒ばやし
- 日蓮宗寺院御会式
- 目黒区商工まつり（目黒リバーサイドフェスティバル）
- MIFA国際交流フェスティバル
- 目黒川さくらフェスタ
- 中目黒祭り

### 町名
区内の町の数は88で、これは東京23区の中で6番目に少ない。
目黒区では、全域で住居表示に関する法律に基づく住居表示が実施されている。

#### 目黒区役所管内
| 町名           | 新設年月日   | 住居表示実施年月日 | 住居表示実施直前町名                                                | 備考 |
| -------------- | ------------ | ------------------ | ------------------------------------------------------------------- | ---- |
| 青葉台一丁目   | 1968年1月1日 | 1968年1月1日       | 上目黒1・6〜8、駒場町                                               |      |
| 青葉台二丁目   | 1968年1月1日 | 1968年1月1日       | 上目黒1・6〜8、駒場町                                               |      |
| 青葉台三丁目   | 1969年1月1日 | 1969年1月1日       | 上目黒1・6〜8、駒場町                                               |      |
| 青葉台四丁目   | 1969年1月1日 | 1969年1月1日       | 上目黒1・6〜8、駒場町                                               |      |
| 大岡山一丁目   | 1965年1月1日 | 1965年1月1日       | 大岡山（全）                                                        |      |
| 大岡山二丁目   | 1965年1月1日 | 1965年1月1日       | 大岡山（全）                                                        |      |
| 大橋一丁目     | 1969年1月1日 | 1969年1月1日       | 上目黒7・8                                                          |      |
| 大橋二丁目     | 1969年1月1日 | 1969年1月1日       | 上目黒7・8                                                          |      |
| 柿の木坂一丁目 | 1965年1月1日 | 1965年1月1日       | 柿ノ木坂、中根町                                                    |      |
| 柿の木坂二丁目 | 1965年1月1日 | 1965年1月1日       | 柿ノ木坂、中根町                                                    |      |
| 柿の木坂三丁目 | 1965年1月1日 | 1965年1月1日       | 柿ノ木坂、中根町                                                    |      |
| 上目黒一丁目   | 1968年1月1日 | 1968年1月1日       | 上目黒2・3（全）、上目黒1・4・6、中目黒2                            |      |
| 上目黒二丁目   | 1968年1月1日 | 1968年1月1日       | 上目黒2・3（全）、上目黒1・4・6、中目黒2                            |      |
| 上目黒三丁目   | 1968年1月1日 | 1968年1月1日       | 上目黒2・3（全）、上目黒1・4・6、中目黒2                            |      |
| 上目黒四丁目   | 1968年1月1日 | 1968年1月1日       | 上目黒2・3（全）、上目黒1・4・6、中目黒2                            |      |
| 上目黒五丁目   | 1968年1月1日 | 1968年1月1日       | 上目黒2・3（全）、上目黒1・4・6、中目黒2                            |      |
| 五本木一丁目   | 1968年1月1日 | 1968年1月1日       | 上目黒5、中目黒3、三谷町                                            |      |
| 五本木二丁目   | 1968年1月1日 | 1968年1月1日       | 上目黒5、中目黒3、三谷町                                            |      |
| 五本木三丁目   | 1968年1月1日 | 1968年1月1日       | 上目黒5、中目黒3、三谷町                                            |      |
| 駒場一丁目     | 1968年1月1日 | 1968年1月1日       | 駒場町                                                              |      |
| 駒場二丁目     | 1968年1月1日 | 1968年1月1日       | 駒場町                                                              |      |
| 駒場三丁目     | 1968年1月1日 | 1968年1月1日       | 駒場町                                                              |      |
| 駒場四丁目     | 1968年1月1日 | 1968年1月1日       | 駒場町                                                              |      |
| 下目黒一丁目   | 1967年3月1日 | 1967年3月1日       | 下目黒1〜4                                                          |      |
| 下目黒二丁目   | 1967年3月1日 | 1967年3月1日       | 下目黒1〜4                                                          |      |
| 下目黒三丁目   | 1967年3月1日 | 1967年3月1日       | 下目黒1〜4                                                          |      |
| 下目黒四丁目   | 1967年3月1日 | 1967年3月1日       | 下目黒1〜4                                                          |      |
| 下目黒五丁目   | 1967年3月1日 | 1967年3月1日       | 下目黒1〜4                                                          |      |
| 下目黒六丁目   | 1967年3月1日 | 1967年3月1日       | 下目黒1〜4                                                          |      |
| 自由が丘一丁目 | 1965年1月1日 | 1965年1月1日       | 自由ヶ丘（全）、緑ヶ丘                                              |      |
| 自由が丘二丁目 | 1965年1月1日 | 1965年1月1日       | 自由ヶ丘（全）、緑ヶ丘                                              |      |
| 自由が丘三丁目 | 1965年1月1日 | 1965年1月1日       | 自由ヶ丘（全）、緑ヶ丘                                              |      |
| 洗足一丁目     | 1968年1月1日 | 1968年1月1日       | 洗足、原町、富士見台                                                |      |
| 洗足二丁目     | 1968年1月1日 | 1968年1月1日       | 洗足、原町、富士見台                                                |      |
| 平町一丁目     | 1965年1月1日 | 1965年1月1日       | 平町                                                                |      |
| 平町二丁目     | 1965年1月1日 | 1965年1月1日       | 平町                                                                |      |
| 鷹番一丁目     | 1966年3月1日 | 1966年3月1日       | 鷹番町、本郷町、碑文谷2、清水町、三谷町                             |      |
| 鷹番二丁目     | 1966年3月1日 | 1966年3月1日       | 鷹番町、本郷町、碑文谷2、清水町、三谷町                             |      |
| 鷹番三丁目     | 1966年3月1日 | 1966年3月1日       | 鷹番町、本郷町、碑文谷2、清水町、三谷町                             |      |
| 中央町一丁目   | 1966年3月1日 | 1966年3月1日       | 唐ヶ崎町（全）、鷹番町、中目黒4、上目黒5                            |      |
| 中央町二丁目   | 1966年3月1日 | 1966年3月1日       | 唐ヶ崎町（全）、鷹番町、中目黒4、上目黒5                            |      |
| 中町一丁目     | 1967年3月1日 | 1967年3月1日       | 中目黒3・4、下目黒4、上目黒5                                        |      |
| 中町二丁目     | 1967年3月1日 | 1967年3月1日       | 中目黒3・4、下目黒4、上目黒5                                        |      |
| 中根一丁目     | 1965年1月1日 | 1965年1月1日       | 中根町、平町                                                        |      |
| 中根二丁目     | 1965年1月1日 | 1965年1月1日       | 中根町、平町                                                        |      |
| 中目黒一丁目   | 1967年3月1日 | 1967年3月1日       | 中目黒1〜3、上目黒1、三田                                           |      |
| 中目黒二丁目   | 1967年3月1日 | 1967年3月1日       | 中目黒1〜3、上目黒1、三田                                           |      |
| 中目黒三丁目   | 1967年3月1日 | 1967年3月1日       | 中目黒1〜3、上目黒1、三田                                           |      |
| 中目黒四丁目   | 1967年3月1日 | 1967年3月1日       | 中目黒1〜3、上目黒1、三田                                           |      |
| 中目黒五丁目   | 1967年3月1日 | 1967年3月1日       | 中目黒1〜3、上目黒1、三田                                           |      |
| 原町一丁目     | 1968年1月1日 | 1968年1月1日       | 原町                                                                |      |
| 原町二丁目     | 1968年1月1日 | 1968年1月1日       | 原町                                                                |      |
| 東が丘一丁目   | 1964年7月1日 | 1964年7月1日       | 芳窪町、大原町                                                      |      |
| 東が丘二丁目   | 1964年7月1日 | 1964年7月1日       | 芳窪町、大原町                                                      |      |
| 東山一丁目     | 1968年1月1日 | 1968年1月1日       | 上目黒6・7                                                          |      |
| 東山二丁目     | 1968年1月1日 | 1968年1月1日       | 上目黒6・7                                                          |      |
| 東山三丁目     | 1968年1月1日 | 1968年1月1日       | 上目黒6・7                                                          |      |
| 碑文谷一丁目   | 1966年3月1日 | 1966年3月1日       | 碑文谷3（全）、碑文谷1・2、清水町、宮ヶ丘、本郷町、柿ノ木坂、三谷町 |      |
| 碑文谷二丁目   | 1966年3月1日 | 1966年3月1日       | 碑文谷3（全）、碑文谷1・2、清水町、宮ヶ丘、本郷町、柿ノ木坂、三谷町 |      |
| 碑文谷三丁目   | 1966年3月1日 | 1966年3月1日       | 碑文谷3（全）、碑文谷1・2、清水町、宮ヶ丘、本郷町、柿ノ木坂、三谷町 |      |
| 碑文谷四丁目   | 1966年3月1日 | 1966年3月1日       | 碑文谷3（全）、碑文谷1・2、清水町、宮ヶ丘、本郷町、柿ノ木坂、三谷町 |      |
| 碑文谷五丁目   | 1966年3月1日 | 1966年3月1日       | 碑文谷3（全）、碑文谷1・2、清水町、宮ヶ丘、本郷町、柿ノ木坂、三谷町 |      |
| 碑文谷六丁目   | 1966年3月1日 | 1966年3月1日       | 碑文谷3（全）、碑文谷1・2、清水町、宮ヶ丘、本郷町、柿ノ木坂、三谷町 |      |
| 三田一丁目     | 1967年5月1日 | 1967年5月1日       | 三田、下目黒1、中目黒1                                              |      |
| 三田二丁目     | 1967年5月1日 | 1967年5月1日       | 三田、下目黒1、中目黒1                                              |      |
| 緑が丘一丁目   | 1965年1月1日 | 1965年1月1日       | 緑ヶ丘                                                              |      |
| 緑が丘二丁目   | 1965年1月1日 | 1965年1月1日       | 緑ヶ丘                                                              |      |
| 緑が丘三丁目   | 1965年1月1日 | 1965年1月1日       | 緑ヶ丘                                                              |      |
| 南一丁目       | 1966年3月1日 | 1966年3月1日       | 高木町（全）、富士見台、宮ヶ丘                                      |      |
| 南二丁目       | 1966年3月1日 | 1966年3月1日       | 高木町（全）、富士見台、宮ヶ丘                                      |      |
| 南三丁目       | 1966年3月1日 | 1966年3月1日       | 高木町（全）、富士見台、宮ヶ丘                                      |      |
| 目黒一丁目     | 1967年3月1日 | 1967年3月1日       | 中目黒1・3、下目黒1〜4、三田                                        |      |
| 目黒二丁目     | 1967年3月1日 | 1967年3月1日       | 中目黒1・3、下目黒1〜4、三田                                        |      |
| 目黒三丁目     | 1967年3月1日 | 1967年3月1日       | 中目黒1・3、下目黒1〜4、三田                                        |      |
| 目黒四丁目     | 1967年3月1日 | 1967年3月1日       | 中目黒1・3、下目黒1〜4、三田                                        |      |
| 目黒本町一丁目 | 1966年3月1日 | 1966年3月1日       | 月光町、東町、向原町（以上全）、清水町、碑文谷1・2                  |      |
| 目黒本町二丁目 | 1966年3月1日 | 1966年3月1日       | 月光町、東町、向原町（以上全）、清水町、碑文谷1・2                  |      |
| 目黒本町三丁目 | 1966年3月1日 | 1966年3月1日       | 月光町、東町、向原町（以上全）、清水町、碑文谷1・2                  |      |
| 目黒本町四丁目 | 1966年3月1日 | 1966年3月1日       | 月光町、東町、向原町（以上全）、清水町、碑文谷1・2                  |      |
| 目黒本町五丁目 | 1966年3月1日 | 1966年3月1日       | 月光町、東町、向原町（以上全）、清水町、碑文谷1・2                  |      |
| 目黒本町六丁目 | 1966年3月1日 | 1966年3月1日       | 月光町、東町、向原町（以上全）、清水町、碑文谷1・2                  |      |
| 八雲一丁目     | 1964年7月1日 | 1964年7月1日       | 衾町、宮前町（以上全）、中根町、大原町、芳窪町                      |      |
| 八雲二丁目     | 1964年7月1日 | 1964年7月1日       | 衾町、宮前町（以上全）、中根町、大原町、芳窪町                      |      |
| 八雲三丁目     | 1964年7月1日 | 1964年7月1日       | 衾町、宮前町（以上全）、中根町、大原町、芳窪町                      |      |
| 八雲四丁目     | 1964年7月1日 | 1964年7月1日       | 衾町、宮前町（以上全）、中根町、大原町、芳窪町                      |      |
| 八雲五丁目     | 1964年7月1日 | 1964年7月1日       | 衾町、宮前町（以上全）、中根町、大原町、芳窪町                      |      |
| 祐天寺一丁目   | 1968年1月1日 | 1968年1月1日       | 上目黒4・5、中目黒3                                                 |      |
| 祐天寺二丁目   | 1968年1月1日 | 1968年1月1日       | 上目黒4・5、中目黒3                                                 |      |

### ナンバープレート
目黒区は、品川ナンバー（東京運輸支局本庁舎）を割り当てられている。

### ケーブルテレビ
- イッツ・コミュニケーションズ（区内全域）

## 行政
新しく移転した区役所は、2000年に経営破綻した旧千代田生命保険本社ビル（設計・村野藤吾）を区が買収し、総合庁舎として改修したもの。旧区役所は床面積の狭さに問題があり、移転が課題となっていた。2006年12月ごろ、多数の区議が政務調査費を不正に使用もしくは私的流用をしているとオンブズマン（代表は元自民党区議会議員・その後無所属議員）が主張したことが原因で政治的混乱が起こった（目黒ショック）。

### 区長
- 青木英二
  - 2004年4月25日就任。2008年再選、2012年3選、2016年4選、2020年5選。任期は2024年4月24日まで。
  - 都議会民主党の前政策調査会長である。自民党・公明党推薦の桜井雅彦を破り当選。

### 地域行政・行政サービス
目黒区では、行政の単位として地区・住区という地域単位を設定している。

#### 住区・住区住民会議
目黒区では住民の利便性を図り、地域ごとの特色ある街づくりを支援するため、独自の行政上の単位として小学校の通学区域を基本とした22の住区を設定している。住区は住人の生活に最も密着した地域社会が形成されるような地域単位であると想定され、区の地域政策の基本単位である。
各住区には住区センターが設置され、住民の交流活動や学校外教育活動の場として利用されてきた。また各住区では個人、町会、自治会、PTA、商店会、社会教育関係団体などにより住区住民会議という組織が作られ、住区の問題に対して対応するようになっている。
もともと各住区センターには住区サービス事務所が設けられ、区が行う行政サービスの一部が受けられるようになっていた。しかし後により広い範囲を基本とした地区サービス事務所が開設されると、行政サービスは地区サービス事務所に移り、現在住区センターは住区住民会議や住民の集会を行う場として使われている。住区センターには児童館や老人憩いの場などが併設されている例もある。

#### 地区サービス事務所
行政の効率化を図り、従来、住区サービス事務所で提供されてきた行政サービスの範囲を拡大するために、4つの地区サービス事務所が設置されている。地区はその中で生活が充足できるような地域単位として想定され、住区よりも広い範囲を対象とするような地域政策の単位である。地区サービス事務所では住民票の届出や証明をはじめ、各種の基本的な行政サービスを受けることができる。

#### 行政サービス窓口
地区サービス事務所の窓口業務を補完する存在として、特に人の集まる場所などに設置されている。利用できる行政サービスは、特に利用頻度の高い窓口サービスに限られる。

## 議会

### 東京都議会
2025年東京都議会議員選挙
- 選挙区：目黒区選挙区
- 定数：3人
- 任期：2025年7月23日 - 2029年7月22日
- 投票日：2025年6月22日
- 当日有権者数：229,482人
- 投票率：43.65％

| 候補者名   | 当落 | 年齢 | 所属党派           | 新旧別 | 得票数   | 備考                                |
| ---------- | ---- | ---- | ------------------ | ------ | -------- | ----------------------------------- |
| 西崎翔     | 当   | 41   | 立憲民主党         | 現     | 20,576票 |                                     |
| 山口星矢   | 当   | 28   | 都民ファーストの会 | 新     | 19,113票 |                                     |
| 青木英太   | 当   | 35   | 無所属             | 現     | 18,924票 | 2025年6月23日に自民党は追加公認した |
| 田添麻友   | 落   | 42   | 無所属             | 新     | 18,401票 |                                     |
| 松尾祐樹   | 落   | 33   | 再生の道           | 新     | 10,196票 |                                     |
| 加藤綾子   | 落   | 46   | 無所属             | 新     | 5,055票  |                                     |
| 須藤健太郎 | 落   | 55   | 諸派               | 新     | 2,268票  |                                     |
| 土屋澄子   | 落   | 54   | 無所属             | 新     | 1,887票  |                                     |
| 吉永藍     | 落   | 50   | 無所属             | 新     | 1,791票  |                                     |

2024年東京都議会議員補欠選挙
- 選挙区：目黒区選挙区
- 定数：2人
- 投票日：2024年5月26日
- 当日有権者数：230,861人
- 投票率：24.19％

| 候補者名   | 当落 | 年齢 | 党派名     | 新旧別 | 得票数   |
| ---------- | ---- | ---- | ---------- | ------ | -------- |
| 西崎翔     | 当   | 40   | 立憲民主党 | 元     | 19,526票 |
| 青木英太   | 当   | 33   | 無所属     | 新     | 13,538票 |
| 井澤京子   | 落   | 61   | 自由民主党 | 新     | 11,039票 |
| 宮本栄     | 落   | 62   | 日本共産党 | 新     | 7,730票  |
| 須藤健太郎 | 落   | 54   | 無所属     | 新     | 2,947票  |

2021年東京都議会議員選挙
- 選挙区：目黒区選挙区
- 定数：3人
- 投票日：2021年7月4日
- 当日有権者数：232,430人
- 投票率：43.03％

| 候補者名 | 当落 | 年齢 | 党派名             | 新旧別 | 得票数   | 備考                    |
| -------- | ---- | ---- | ------------------ | ------ | -------- | ----------------------- |
| 伊藤悠   | 当   | 44   | 都民ファーストの会 | 現     | 23,117票 | 2024年4月14日に自動失職 |
| 斉藤泰宏 | 当   | 58   | 公明党             | 現     | 16,515票 |                         |
| 西崎翔   | 当   | 37   | 立憲民主党         | 新     | 16,044票 | 2024年4月14日に自動失職 |
| 星見定子 | 落   | 63   | 日本共産党         | 現     | 16,038票 |                         |
| 鈴木隆道 | 落   | 70   | 自由民主党         | 元     | 13,509票 |                         |
| 栗山芳士 | 落   | 51   | 自由民主党         | 元     | 10,342票 |                         |
| 平松健詩 | 落   | 25   | 無所属             | 新     | 2,662票  |                         |

2017年東京都議会議員選挙
- 選挙区：目黒区選挙区
- 定数：3人
- 投票日：2017年7月2日
- 当日有権者数：229,319人
- 投票率：50.36％

| 候補者名 | 当落 | 年齢 | 党派名             | 新旧別 | 得票数   |
| -------- | ---- | ---- | ------------------ | ------ | -------- |
| 伊藤悠   | 当   | 40   | 都民ファーストの会 | 元     | 47,674票 |
| 斉藤泰宏 | 当   | 54   | 公明党             | 現     | 19,077票 |
| 星見定子 | 当   | 59   | 日本共産党         | 新     | 18,572票 |
| 栗山芳士 | 落   | 47   | 自由民主党         | 現     | 14,455票 |
| 鈴木隆道 | 落   | 66   | 自由民主党         | 現     | 13,912票 |

### 衆議院
- 選挙区：東京26区（目黒区、大田区の一部）
- 投票日：2024年10月27日
- 当日有権者数：432,236人
- 投票率：57.17％

| 当落 | 候補者名 | 年齢 | 所属党派   | 新旧別 | 得票数    | 重複 |
| ---- | -------- | ---- | ---------- | ------ | --------- | ---- |
| 当   | 松原仁   | 68   | 無所属     | 前     | 108,174票 |      |
|      | 今岡植   | 36   | 自由民主党 | 新     | 68,568票  | ○    |
|      | 和田正子 | 75   | 日本共産党 | 新     | 28,819票  |      |
|      | 藤田久美 | 46   | 参政党     | 新     | 17,250票  |      |
|      | 田淵正文 | 66   | 無所属     | 新     | 14,602票  |      |

## 対外関係

### 友好都市
- 中華人民共和国北京市東城区（旧崇文区）
- 大韓民国ソウル特別市中浪区
- 宮城県角田市
- 宮城県気仙沼市
  - 2010年9月18日締結。魚のサンマにまつわる縁（気仙沼は一大産地であり、東京の目黒区は落語の演目「目黒のさんま」の由来地）によって友好都市協定が締結され、締結式として「目黒のさんま祭」が行われた。また東日本大震災においては、目黒区によって「友好都市・気仙沼市被災募金」が行われるなど関係を深めている[10]。
- 石川県金沢市[11]
  - 2017年10月28日締結。金沢を居城とした加賀藩主宗家第16代の前田利為が、目黒区駒場に邸宅を構えた縁に因んだ[12]。

### 外国公館
- 大使館
  -  アゼルバイジャン共和国大使館（東が丘）
  -  アルジェリア民主人民共和国大使館（三田）
  -  エジプト・アラブ共和国大使館（青葉台）
  -  ガボン共和国大使館（東が丘）
  -  ケニア共和国大使館（八雲）
  -  スーダン共和国大使館（八雲）
  -  セネガル共和国大使館（青葉台）
  -  タイ王国大使館武官事務所（下目黒）
  -  トーゴ共和国大使館（八雲）
  -  ネパール大使館（下目黒）
  -  パプアニューギニア独立国大使館（下目黒）
  -  ポーランド共和国大使館（三田）
  -  ミクロネシア連邦大使館（目黒）
  -  モーリタニア・イスラム共和国大使館（五本木）

## 産業

### 目黒区の主な事業所
以下の事業所は、特記がない限り本社を示す。

#### 製造業・IT
- i2テクノロジーズ、JDAソフトウェア・ジャパン
- アマゾンジャパン
- 伊藤ハム米久ホールディングス
- オロ
- サクマ製菓
- 敷島製パン（Pasco）イーストカンパニー
- スタンレー電気
- ハーゲンダッツジャパン
- 牧野フライス製作所
- ユニリーバ・ジャパン
- LITALICO

#### 芸能事務所
- FIRST AGENT
- LDH
- 芸映
- サムライプロモーション
- スマイルモンキー
- 田辺エージェンシー
- バカラ
- ホリプロ

#### その他
- アドバンテッジリスクマネジメント
- オークラ出版
- 紀伊国屋書店
- システム・ロケーション
- 鉄人化ホールディングス
- 東急ストア
- 東急トランセ
- 東急バス
- パスコ
- パン・パシフィック・インターナショナルホールディングス
  - ドン・キホーテ
- 目黒雅叙園
- 目黒信用金庫
- 若築建設

## 交通

### 道路
一般道路
放射道路
北側から
- 玉川通り（国道246号）
- 駒沢通り（東京都道416号古川橋二子玉川線）
- 目黒通り（東京都道312号白金台町等々力線）
- 淡島通り（東京都道423号渋谷経堂線）
- 航研通り

環状道路
都心側から
- 旧山手通り（東京都道317号環状六号線支線）
- 山手通り（東京都道317号環状六号線）
- 26号線通り、三宿通り（東京都道420号鮫洲大山線）
- 環七通り（東京都道318号環状七号線）
- 自由通り（東京都道426号上馬奥沢線）

高速道路
- 首都高速道路3号渋谷線
- 首都高速道路中央環状線

首都高速2号目黒線は、目黒区内を通っていない。

### 鉄道
東京23区の中で鉄道駅の数が最も少ない。
京王電鉄
 井の頭線
- 駒場東大前駅

東急電鉄
 東横線
- 中目黒駅 - 祐天寺駅 - 学芸大学駅 - 都立大学駅 - 自由が丘駅

 大井町線
- 緑が丘駅 - 自由が丘駅

 目黒線
- 洗足駅

東京地下鉄
 日比谷線
- 中目黒駅

目黒駅は目黒区に近接しているが、品川区内に所在する。また、山手線は区内（三田一丁目）をわずかに通るが駅はないため、区内にはJRの駅は存在しない。
東急田園都市線池尻大橋駅は隣接する世田谷区池尻と目黒区大橋の合成地名であり、構内の一部は目黒区に跨っているが、駅の所在地としては世田谷区となる。類似する他のケースとして東急目黒線、大井町線大岡山駅は駅名が目黒区の地名に由来し、構内の一部は目黒区に跨っているが、駅の所在地としては隣接する大田区となる。

### バス
- 東急バス - 東山に本社、目黒本町に目黒営業所がある[注釈 1]。区内を走る路線バスの大多数は同社の運行。目黒営業所の他、淡島、弦巻、下馬、瀬田の各営業所が担当。
  - さんまバス（目黒区東部地区地域交通バス） - 2024年3月26日から目黒区総合庁舎 - 恵比寿ガーデンプレイス南 - 目黒駅を結ぶ区のコミュニティバス。目黒営業所が担当[13]。
- 小田急バス - 国道246号（渋26系統：本数少）、淡島通り（渋54系統）、環七（下61系統、起終点となる駒沢陸橋停留所の下北沢方向）を走行。
- フジエクスプレス - 住友不動産青葉台タワーと渋谷駅を結ぶバスを運行。
- サンクスネイチャーバス - 自由が丘周辺を走る無料巡回バス。地域および企業からの支援で運行。経路は一部世田谷区にもまたがる[14]。

かつては都営バスが区内で東98系統（東急バスと共同運行）および宿91系統を運行していたが、2013年4月1日をもって前者は共同運行から撤退（東急バスの単独運行化）、後者は路線短縮による区内区間の廃止により、目黒区は東京23区で唯一都営バスの営業路線が存在しない区となった。

#### 高速バス
区内には高速バスのターミナルとなる地点はないが、大橋の国道246号沿いに小田急ハイウェイバスの池尻大橋停留所（東急バス大橋停留所に併設）があり、御殿場駅や箱根方面へ行くことが可能。なお、降車停留所（上り）は世田谷区池尻にある。
なお、池尻大橋にはジェイアールバス関東なども停留所を設けているが、こちらは降車専用となっている。

## 住宅

### 大規模マンション
- クロスエアタワー
- 中目黒アトラスタワー
- 恵比寿ガーデンテラス
- パークホームズ目黒ザ・レジデンス
- プラウド駒場
- プリズムタワー

### 住宅団地
- 中目黒ゲートタウン（上目黒2丁目再開発事業） - UR（都市再生機構）住宅を含む
- 中目黒アトラスタワー（上目黒1丁目再開発事業） - UR住宅を含む
- 上目黒団地（上目黒、分譲68 1958年）
- 上目黒大橋団地（大橋 市街地住宅 賃貸104 1963年 現存 譲渡返還）
- 目黒鷹番町団地（鷹番 市街地住宅 賃貸24 1958年）
- 都営大橋二丁目アパート（大橋 2-13、1967年）
- 都営東が丘一丁目第3アパート（東が丘 1-10、1996年）
- 都営目黒南二丁目アパート（南 2-1、1992年）
- 都営八雲一丁目アパート（八雲 1-1、1997 - 1999年）
- 都営碑文谷二丁目アパート（碑文谷 2-4、2000 - 2002年）
- 都営碑文谷五丁目アパート（碑文谷 5-16、1978年）
- 都営碑文谷五丁目第2アパート（碑文谷 5-17、1993年）
- 都営目黒一丁目アパート（目黒 1-1、1966 - 1969年）

## 教育

### 大学
東京学芸大学は1964年に小金井市へ、東京都立大学 (1949-2011)は1991年に八王子市へそれぞれ移転した（附属高校など、一部施設は存続）が、駅名にその名が残されている。その後の駅名改称に関する議論については各駅の項目を参照。
- 東京大学駒場キャンパス
- 東京科学大学大岡山キャンパス
- 産業能率大学代官山キャンパス
- 東京音楽大学中目黒･代官山キャンパス
- 東京医療保健大学国立病院機構キャンパス

### 専修学校
- グレッグ外語専門学校 自由が丘校
- 東京染色美術専門学校
- 日本書道専門学校
- 杉野学園 ドレスメーカー学院

### 中等教育学校
公立
- 東京都立桜修館中等教育学校

### 高等学校
公立
- 東京都立目黒高等学校
- 東京都立駒場高等学校
- 東京都立国際高等学校

私立
- 目黒日本大学高等学校 - 日出高等学校から改称。
- トキワ松学園高等学校
- 日本工業大学駒場高等学校
- 多摩大学目黒高等学校
- 八雲学園高等学校
- 目黒学院高等学校
- 自由ヶ丘学園高等学校

### 中学校
公立
| - 目黒区立第一中学校 - 目黒区立第十中学校 - 目黒区立東山中学校 | - 目黒区立目黒中央中学校 - 目黒区立第二中学校と目黒区立第五中学校と目黒区立第六中学校が統合 - 目黒区立大鳥中学校 - 目黒区立第三中学校と目黒区立第四中学校が統合 - 目黒区立目黒南中学校 - 目黒区立第七中学校と目黒区立第九中学校が統合 - 目黒区立目黒西中学校 - 目黒区立第八中学校と目黒区立第十一中学校が統合 |

私立
- トキワ松学園中学校
- 八雲学園中学校
- 目黒日本大学中学校 - 日出中学校から改称。
- 目黒学院中学校

### 小学校
公立
| - 目黒区立八雲小学校 - 目黒区立菅刈小学校 - 目黒区立下目黒小学校 - 目黒区立碑小学校 - 目黒区立中目黒小学校 - 目黒区立大岡山小学校 - 目黒区立油面小学校 - 目黒区立烏森小学校 | - 目黒区立向原小学校 - 目黒区立五本木小学校 - 目黒区立鷹番小学校 - 目黒区立田道小学校 - 目黒区立月光原小学校 - 目黒区立駒場小学校 - 目黒区立緑ヶ丘小学校 - 目黒区立原町小学校 | - 目黒区立不動小学校 - 目黒区立上目黒小学校 - 目黒区立東根小学校 - 目黒区立中根小学校 - 目黒区立宮前小学校 - 目黒区立東山小学校 |

私立
- 目黒星美学園小学校
- トキワ松学園小学校

### 幼稚園・認定こども園
公立
- 目黒区立ひがしやま幼稚園
- 目黒区立げっこうはらこども園
- 目黒区立みどりがおかこども園

私立
| - 碑文谷教会付属幼稚園 - 柿の木坂幼稚園 - 目黒サレジオ幼稚園 - ベテル幼稚園 - アゼイリア幼稚園 - 東光寺幼稚園 - 円融寺幼稚園 - 育英幼稚園 | - 駒場幼稚園 - 枝光会駒場幼稚園 - 枝光学園幼稚園 - 志のぶ幼稚園 - 中目黒幼稚園 - 日出幼稚園 - 平塚幼稚園 - 目黒幼稚園 | - 祐天寺附属幼稚園 - 若草幼稚園 - 若水幼稚園 - 学校法人田村学園 目黒幼稚園 - 恵泉バプテスト教会附属めぐみ幼稚園 - 双葉の園幼稚園 |

### インターナショナルスクール
- 東京インドネシア共和国学校
- アオバ・ジャパン・インターナショナルスクール 目黒キャンパス

### その他
- レコールバンタン 東京校
- 聖契神学校

## 施設

### 防衛省・自衛隊
- 防衛省目黒地区（中目黒2-2-1）
  - 防衛装備庁艦艇装備研究所
  - 統合幕僚学校
  - 陸上自衛隊教育訓練研究本部（旧・陸上自衛隊幹部学校）
  - 海上自衛隊幹部学校
  - 航空自衛隊幹部学校

### 司法
- 知的財産高等裁判所・東京地方裁判所中目黒庁舎（ビジネス・コート）（中目黒2-4-1）
  - 知的財産高等裁判所
  - 東京地方裁判所 商事部・知的財産権部・倒産部
- 東京地方裁判所 民事執行センター（目黒本町2-26-14）

### 警察
- 警視庁
  - 目黒警察署（中目黒2-7-13）
  - 碑文谷警察署（碑文谷4-24-17）

### 消防
- 東京消防庁目黒消防署（下目黒6-1-22）特別救助隊・救急隊2
  - 中目黒出張所（上目黒2-9-14）救急隊無
  - 碑文谷出張所（碑文谷2-11-14）特別消火中隊・救急隊無
  - 八雲出張所（八雲3-29-14）救急隊無
  - 大岡山出張所（大岡山1-37-15）救急隊1

### 図書館
区内8か所に区立図書館があるほか、区内の次の大学図書館は事前申請により一般利用が可能。
- 東京大学附属駒場図書館[16]
- 東京工業大学附属大岡山図書館[17]

### 児童館
子育て支援のための施設。
- 休館日：毎月第2・4日曜日、祝日、正月休み
- 開館時間：9時から18時、土曜・日曜は9時から17時
- 利用料：無料（参加費、材料費の実費がかかることがある）

児童は、工作室やプレールームなどがあり、専任スタッフの指導があり、児童の安全な居場所、遊びや他の子どもたちとの関わりの中で成長する場所となっている。
乳幼児とその保護者は、遊戯室で遊べるほか、講師を呼んでの体操講習会、年齢別の集まり（登録制）がある。

### 学童保育
共働き家庭などの子供を預かる施設。

### 劇場・多目的ホール
- めぐろパーシモンホール（めぐろ区民キャンパス）
- 目黒区中小企業センターホール
- 中目黒GTプラザホール
- 中目黒キンケロ・シアター
- ウッディシアター中目黒

### 美術館・博物館
- 東京大学駒場博物館
- 東京工業大学博物館
- 東京都写真美術館
- 日本近代文学館
- 目黒区美術館
- めぐろ歴史資料館
- 目黒寄生虫館
- 日本民藝館
- 郷さくら美術館
- 長泉院附属現代彫刻美術館
- 旧前田侯爵家本邸
- アクセサリーミュージアム
- 美空ひばり記念館

### 医療
- 国立病院機構東京医療センター（東が丘2-5-1）
- 総合病院厚生中央病院（三田1-11-7）
- 東京共済病院（中目黒2-3-8）
- 東邦大学医療センター大橋病院（大橋2-17-6）
- 三宿病院（上目黒5-33-12）

### 公園

#### 都立公園
- 駒沢オリンピック公園
- 林試の森公園

#### 区立公園
| 区民公園 - 碑文谷公園 - 駒場公園 - 駒場野公園 | 地域公園 - 西郷山公園 - 菅刈公園 - 中目黒公園 - 清水池公園 - 中根公園 - 衾町公園 - 東山公園 | 都市緑地 - すずめのお宿緑地公園 - 目黒天空庭園 |

### 宗教施設

#### 神社
- 大鳥神社
- 中目黒八幡神社
- 上目黒氷川神社
- 天祖神社
- 八雲氷川神社
- 碑文谷八幡宮
- 熊野神社
- 烏森稲荷神社
- 十日森神社

- 大鳥神社
- 中目黒八幡神社
- 碑文谷八幡宮

#### 仏教寺院
- 目黒不動（天台宗瀧泉寺）
目赤、目黄、目白、目黒、目青の五色不動のうちの一つ。
- 浄土宗祐天寺
- 五百羅漢寺

#### キリスト教会
- カトリック碑文谷教会

「サレジオ教会」の愛称で呼ばれ，著名人の結婚式が多いことで有名。
- 日本聖公会聖パウロ教会
- ロシア正教聖サクレクサンドル・ネフスキー教会

## 文化団体・スポーツチーム

### 音楽関連団体
- ひばり児童合唱団 -  皆川和子により創立された日本を代表する児童合唱団。アニメやCMの歌の録音も多数。

## 関連人物

### 出身者

#### 芸能人
- 秋元康（放送作家・作詞家）
- 朝葉ことの（宝塚歌劇団花組娘役）
- 朝比奈愛子（歌手、女優、作家）
- アンラッキー後藤（元お笑いタレント）
- 石井希和（アナウンサー）
- 石田純一（俳優・タレント）
- 石原まき子（芸能プロモーター・元女優）
- 泉谷しげる（歌手）
- 伊藤咲子（歌手）
- 彩みちる（宝塚歌劇団月組娘役）
- 梅津弥英子（アナウンサー）
- えまおゆう（絵麻緒ゆう）（女優、元宝塚歌劇団雪組トップスター）
- 大竹まこと（タレント）
- 尾美としのり（俳優）
- 小山田圭吾（ミュージシャン）
- 笠原秀幸（俳優）
- 片岡サチ（元宝塚歌劇団専科男役）
- 片寄明人（シンガーソングライター）
- 門脇知子（タレント）
- 金子貴俊（俳優）
- 上村香子（女優）
- 喜谷知純（アナウンサー）
- 小杉保夫（作曲家、歌手）
- 桜井浩子（女優）
- ささきいさお（歌手・俳優・声優）
- 佐藤勝利（歌手・俳優・タレント、timelesz）
- 佐藤隆太（俳優）
- 三代目海沼実（作曲家）
- 高橋真美（タレント）
- 高橋幸宏（ミュージシャン）
- 高橋良明（俳優、アイドル歌手）
- 寺尾聰（俳優）
- 徳光和夫（司会者）
- 仲代達矢（俳優）
- 野呂一生（ジャズギタリスト）
- 箱崎みどり（アナウンサー）
- はたえ金次郎（アナウンサー）
- 浜木綿子（女優）
- HALCALI（ラッパー）
- ピストン西沢（ディスクジョッキー）
- 深水真紀子（女優）
- 藤田弓子（女優、声優）
- 船山基紀（作曲家・編曲家・キーボーディスト・音楽プロデューサー）
- 牧伸二（ウクレレ漫談家）
- 松尾嘉代（女優）
- 松尾紀子（アナウンサー）
- 松島トモ子（女優）
- マミヤ狂四郎（漫画家、イラストレーター）
- 水沢アキ（女優）
- 水谷加奈（アナウンサー）
- 水の江瀧子（女優・映画プロデューサー）
- 本仮屋ユイカ（女優）
- 森永卓郎（タレント・獨協大学教授）
- 毛利八郎（アナウンサー）
- 山藤章二（漫画家）
- 山本耕一（俳優）
- 山本麻里安（声優）
- 雪村いづみ（歌手、女優）
- 若山セツ子（女優）
- 渡辺智佳（ミュージカル俳優）

#### 諸分野
- 阿部知子（医師、政治家）
- 安倍吉俊（イラストレーター、漫画家）
- 甘利俊一（工学者）
- 安斎颯馬（サッカー選手）
- 安藤庄平（撮影監督）
- 石坂鉄平（KAIENTAI-DOJOプロレス）
- 岩崎達也（空手家）
- 大谷昭宏（評論家）
- おたっきぃ佐々木（ラジオディレクター、パーソナリティー）
- 鹿島勤（映画監督）
- 木原敏江（漫画家）
- 桑原邦郎（物理学者）
- ケニー野村（プロ野球選手）
- 斉藤実（警察官僚）
- 佐々木淳子（漫画家）
- 佐藤謙一郎（元ジャーナリスト、元政治家）
- 佐藤弥斗（座間市長）
- 下田美馬（女子プロレスラー）
- 白鳥智香子（女子プロレスラー）
- 高橋利枝（社会学者）
- 田代真一（サッカー選手）
- 出﨑統（アニメ監督）
- 照井誉之介（政治家、新聞記者）
- 中川雅治（政治家、元大蔵官僚、環境大臣、元環境事務次官）
- 根本敬（漫画家、エッセイスト）
- 野村克則（プロ野球選手）
- 橋本テツヤ（コラムニスト）
- 平井伸和（全日本プロレス）
- 平田オリザ（劇作家、演出家）
- 前田雅英（刑法学者）
- 町田忍（エッセイスト）
- 三浦光世（歌人）
- 米良はるか（実業家）
- 盛田隆二（作家）
- 安原顯（編集者）
- 頼本奈菜（将棋女流棋士）
- 若い浪剛史（元力士）

### ゆかりがある人物

#### 皇族
- 皇后雅子（出生は東京都港区）

#### 居住者
- 足立正（実業家）
- 十二世市川團十郎（歌舞伎俳優）
- 小和田恆（外務官僚、皇后雅子の父）
- ガタルカナル・タカ（タレント）
- 金田正一（元野球選手）
- 亀井久興（政治家）
- 川合孝典（政治家）
- 木村健悟（プロレスラー、品川区議会議員）
- ゴリ（お笑い芸人、ガレッジセールの一員）
- 佐藤信二（政治家）
- 塩崎恭久（政治家）
- 財部彪（海軍大将）
- 高田純次（タレント）
- タモリ（タレント、めぐろ観光まちづくり協会名誉会長[18]）
- 仲本工事（タレント、ザ・ドリフターズの一員）
- 原辰徳（元野球選手）
- 藤城清治（影絵作家）
- 藤林益三（法曹家、第7代最高裁判所長官、目黒区名誉区民）
- 藤山一郎（歌手、目黒区名誉区民）
- 町村信孝（政治家）
- 美空ひばり（歌手）

## 関連作品
- 落語『目黒のさんま』
- 黒柳徹子自伝『窓ぎわのトットちゃん』
- 漫画『少年アシベ』